# Agustín Guisasola
Agustín Gisasola Zabala (Éibar, 22 de julio de 1952) es un exfutbolista español.
Fue jugador del Athletic Club durante más de una década (1970-83). Comenzó jugando como lateral, pasó a jugar más tarde como defensa central (el puesto en el que alcanzó más renombre), después jugó bastantes partidos como medio defensivo y volvió más tarde a jugar en el lateral. Era un jugador de gran presencia física y con un potente disparo lejano. Jugó un total de 332 partidos oficiales con el Athletic Club, de los cuales 256 partidos fueron en la Primera división española. Marcó 19 goles en el Athletic, 17 de ellos en Liga.
Llegó a debutar como internacional en 1980.

## Biografía
Natural de Éibar, donde nació en 1952, sus primeros pasos como futbolista los dio jugando en las competiciones locales de la campa de Txantxa Zelai en Éibar. Destacó en dichas competiciones y, con 17 años, fue fichado por el principal equipo local, la SD Eibar. Debutó en la Tercera división española con el Eibar en la temporada 1969-70, a pesar de ser sólo un juvenil.
A mitad de la temporada 1970-71 fue fichado por el Athletic Club, tras rechazar una oferta similar de la Real Sociedad y otra oferta que tenía para hacer una prueba con el FC Barcelona. En 1971 comenzó su periplo de 13 temporadas con el Athletic Club que concluiría con su retirada en 1983. Su debut con el Athletic en la Primera división española se produjo el 31 de enero de 1971. Ronnie Allen fue el que le hizo debutar como lateral izquierdo. En su temporada de debut jugó 10 partidos y el Athletic se clasificó para la Copa de la UEFA. Allen le dio un puesto como titular a comienzos de la temporada 1971-72, pero fue cesado y llegó en su lugar Salvador Artigas que dejó a Guisasola fuera del equipo titular aunque siguió dándole minutos de juego. Con la llegada de Milorad Pavic, en la temporada 1972-73, Guisasola se convirtió en un fijo del equipo durante dos temporadas. Además, el Athletic se proclamó campeón de la Copa del Generalísimo de Fútbol en la temporada 1972-73 al vencer al CD Castellón en la final por 2-0. Guisasola jugó aquel partido como medio defensivo. Con Rafael Iriondo, el rendimiento de Guisasola bajó. En la temporada 1975-76 apenás jugó 8 partidos.
En la temporada 1976-77, Koldo Aguirre dio de nuevo confianza a Guisasola. Volvió al eje de la defensa y cuajó con el equipo dos grandes campañas, aunque jugando menos que en los años de Pavic. La temporada 1976-77 fue especialmente brillante, el equipo se metió ese año en las finales de la Copa del Rey y de la Copa de la UEFA, pero perdió ambas. La de Copa por los penaltis frente al Real Betis y la de la UEFA, a doble partido, por doble valor de los goles fuera de casa frente a la Juventus. Guisasola jugó en aquellas dos finales. Ese año el diario deportivo francés L'Équipe le nombró mejor stopper de Europa. 
En 1979, el nuevo técnico, el austriaco Helmut Senekowitsch le apartó del equipo hasta que bajara su peso. Una vez que Guisasola recuperó la forma, una lesión de José Ramón Alexanko le abrió en noviembre las puertas del equipo. Guisasola jugó a gran nivel lo que restaba de temporada y por primera y única vez en su carrera recibió la llamada de la selección nacional absoluta, con la que debutó en marzo de 1980. La temporada siguiente, 1980-81 no comenzó siendo titular, pero tras el cese de Senekowitsch, el nuevo técnico, Iñaki Sáez le hizo jugar lo que restaba de temporada como lateral.
Las dos últimas temporadas de Guisasola en el Athletic fueron las dos primeras de la Era Clemente. Esas dos campañas Guisasola tuvo muchos problemas con lesiones musculares, en las que recaía una y otra vez, que le hicieron jugar muy pocos partidos.
En mayo de 1983 Athletic y Real Sociedad disputaron un partido de homenaje a Guisasola. 
Se retiró joven, con 30 años de edad, motivado principalmente por las continuas lesiones de sus últimos dos años y porque llevaba ya muchos años jugando al fútbol profesional.

## Selección nacional
Fue internacional con España en numerosas categorías inferiores: juvenil, aficionado y "sub-23". Con la absoluta debutó el 26 de marzo de 1980 y jugó un único partido amistoso frente a Inglaterra.

## Clubes
| Club          | País   | Año       |
| ------------- | ------ | --------- |
| SD Eibar      | España | 1969-1970 |
| Athletic Club | España | 1971-1983 |

## Títulos

### Campeonatos nacionales
| Título                | Club          | País   | Año  |
| --------------------- | ------------- | ------ | ---- |
| Copa del Generalísimo | Athletic Club | España | 1973 |
| Primera División      | Athletic Club | España | 1983 |

## Trivia
- Fue nombrado mejor stopper de Europa por el diario deportivo francés L'Équipe durante la temporada 1976-77.
- Siempre tuvo problemas de sobrepeso, ya que tenía tendencia a engordar. Varios entrenadores del Athletic le obligaron a perder peso. Helmut Senekowitsch, al comienzo de la temporada 1979-80 le dijo que le apartaría del equipo mientras no bajara de los 82 kg. Guisasola adelgazó 8 kg en un solo mes.
- Su potente chut fue bautizado como guisasolazo por la afición del Athletic Club.
- Tuvo un percance al caer a la ría de Bilbao durante las celebraciones del título de Liga del Athletic Club en 1983.